# Pont de la rue Rottembourg
Le pont de la rue Rottembourg est un pont ferroviaire de Paris, en France, utilisé par l'ancienne ligne de Petite Ceinture.

## Situation
Le pont franchit la rue Rottembourg, dans l'est du 12e arrondissement de Paris, à proximité de la porte Dorée. À cet endroit, l'ancienne ligne de Petite Ceinture passe au travers des îlots d'habitation sur un remblai légèrement plus haut que le sol. Le pont franchit la voie de circulation entre les nos 25 et 27 sur le côté nord et les nos 20 et 22 sur le côté sud, en biais. Il est situé à proximité immédiate du square Charles-Péguy.

## Caractéristiques
Il s'agit d'un pont en maçonnerie formant une arche en plein cintre et en biais. Le pont présente un tablier d'environ 20 m de long pour 10 m de large et muni de chaque côté d'un garde-corps en croix de saint André.

## Historique
Le pont actuel date des années 1886-1889.
La ligne de Petite Ceinture est mise hors service en 1934 et le pont ne connait à partir de cette date qu'une circulation ferroviaire sporadique.